# Golf alla XXVI Universiade
Le gare di golf alla XXVI Universiade si sono svolte dal 17 al 20 agosto 2011 al Mission Hills Golf Club di Shenzen.

## Podi

### Uomini
| Evento           | Oro                                                                          | Argento                                                                   | Bronzo                                                            |
| Gara individuale | Hideki Matsuyama                                                             | Yoshinori Fujimoto                                                        | Andrea Bolognesi                                                  |
| Gara a squadre   | Giappone Yoshinori Fujimoto Hideto Kobukuro Hideki Matsuyama Shinji Tomimura | Italia Andrea Bolognesi Leonardo Motta Niccolò Quintarelli Lorenzo Scotto | Messico Mauricio Azcue Rodolfo Cazaubón Carlos Ortiz Gerardo Ruiz |

### Donne
| Evento           | Oro                                               | Argento                            | Bronzo                                                        |
| Gara individuale | Lin Tzuchi                                        | Kateřina Růžičková                 | Ko Min-Jeong                                                  |
| Gara a squadre   | Taipei Cinese Lin Tzuchi Liu Yi-Chen Yao Hsuan-Yu | Cina Li Jiayun Xu Yue Zhang Yuyang | Stati Uniti Brooke Beeler Catherine O'Donnell Caroline Powers |

## Medagliere
| Posizione | Paese         |   |   |   | Totale |
| --------- | ------------- | - | - | - | ------ |
| 1         | Giappone      | 2 | 1 | 0 | 3      |
| 2         | Taipei Cinese | 2 | 0 | 0 | 2      |
| 3         | Italia        | 0 | 1 | 1 | 2      |
| 4         | Cina          | 0 | 1 | 0 | 1      |
| 4         | Rep. Ceca     | 0 | 1 | 0 | 1      |
| 6         | Corea del Sud | 0 | 0 | 1 | 1      |
| 6         | Messico       | 0 | 0 | 1 | 1      |
| 6         | Stati Uniti   | 0 | 0 | 1 | 1      |
| Totale    | Totale        | 4 | 4 | 4 | 12     |